# Río Due
Der Río Due, auch Río Due Grande,  ist ein etwa 67 km langer rechter Nebenfluss des Río Aguarico im Nordosten von Ecuador.

## Flusslauf
Der Flusslauf befindet sich im Westen der Provinz Sucumbíos. Der Río Due entspringt auf einer Höhe von etwa 3300 m an der Westflanke des 3562 m hohen Vulkans Reventador. Der Río Due fließt anfangs in überwiegend nordöstlicher Richtung entlang der Ostflanke der Cordillera Real. Bei Flusskilometer 38 mündet der Río Due Chico von Süden kommend in den Río Due. Bei Flusskilometer 27 trifft der Río Quecuno von Nordwesten kommend auf den Río Due. Dieser wendet sich anschließend 7 km nach Südosten, bevor er auf seinen letzten 10 Kilometern nach Nordosten strömt. Der Río Due mündet schließlich 6 km nordwestlich der Kleinstadt Lumbaquí in den Río Aguarico, 25 km unterhalb der Vereinigung dessen Quellflüsse.

## Einzugsgebiet
Der Río Due entwässert eine Fläche von etwa 710 km². Das Einzugsgebiet erstreckt sich entlang der Ostflanke der Cordillera Real. Es grenzt im Westen und im Süden an das des Río Quijos, im Norden an das des Río Cofanes, den rechten Quellfluss des Río Aguarico.